# Renato Pompeu
Renato Ribeiro Pompeu (Campinas, 24 de outubro de 1941 - São Paulo, 9 de fevereiro de 2014) foi um jornalista brasileiro integrante da equipe que fundou o Jornal da Tarde, do Grupo Estado, em 1966, e da equipe que fundou a Veja, em 1968. Ganhou três Prêmios Abril e um Prêmio Esso de Jornalismo, por trabalhos sobre males do coração, males do tabaco e futebol. Como escritor, escreveu 22 livros publicados, entre ficção e não-ficção.
Afirmou que passou a conviver com a loucura desde o dia em que foi parar numa sala de tortura por uma semana, no início dos anos 1970. Levou pancadas com cabo de vassoura e choques. Passou a sofrer mania de perseguição e a ter alucinações, até ser internado pela primeira vez, entre janeiro de 1974 e agosto de 1975, no Hospital Psiquiátrico do Juqueri. Tal experiência traumatizante o levou a contribuir ativamente no movimento antimanicomial brasileiro.
Trabalhou nos anos 1980 na Enciclopédia Larousse Cultural. Desde outubro de 2009 mantinha o Blog do Renatão onde, até a véspera da morte continuava trabalhando diariamente. Também assinava uma coluna na revista “Caros Amigos” e colaborava com o jornal “Diário do Comércio” quando faleceu aos 72 anos, no dia 9 de fevereiro de 2014, vítima de uma parada cardíaca.